# Йосип Велгач
Йосип (Жозе) Велгач (нар. 20 жовтня 1954, Порто-Уніан) — громадський та науковий діяч Бразилії українського походження. Має посвідчення закордонного українця.

## Життєпис
Народився 1954 року у м. Порто-Уніан, штат Санта-Катарина. Син Йосипа Велгача, що походив з с. Курівці (Тернопільська область, Україна) та приїхав до Бразилії в 1926 році; та Елевтерії Задорожної, онучки українців, які переїхали до Бразилії з Тернопільської області. Закінчив початкову та середню школу в рідному місті. Потім навчався у Державному університеті м. Паранагуа за напрямком «Математика». Після цього також закінчив Католицький університет штату Парана (м. Куритиба), отримавши ступінь магістра з «управління підприємствами та системного аналізу».
В 1979—1997 рока працював в банківській системі, був головою синдикату (профспілки) банківських працівників і на цій посаді проводив переговори між дирекцією банку «Бамеріндус» та Федерацією банків Бразилії. З 1997 року і по сьогоднішній день веде свою справу у сфері міжнародної торгівлі, приділяючи особливу увагу розширенню співпраці з Україною.

### Громадська діяльність
Й.Велгач веде активну громадську діяльність і є авторитетним лідером в українській громаді Бразилії. З 1995 по 2002 рік очолював Українсько-бразильську центральну репрезентацію. У 1995—1996 роках Велгач сприяв відкриттю Посольства України в м. Бразиліа та Генерального консульства України в м. Куритиба. В цьому зв'язку провів кампанію фінансової підтримки українською громадою Бразилії дипломатичного представництва та консульської установи України та зібрав 120 тис. дол. США, які були використанні дипломатичними установами України в Бразилії для оплати оренди приміщень, а також для придбання перших меблів для установ.
В 1995 році Й.Велгач звернувся до мера м. Куритиба з пропозицією відзначити важливу роль української громади для економіко-культурного розвитку бразильського народу та збудувати в місті Український меморіал. В 1996 році сприяв візиту до Бразилії Президента України Л.Кучми, який 26 жовтня 1996 року відкрив в м. Куритиба Український меморіал в парку Тінгуі м. Куритиба.
В 1996 році виступив з ініціативою організації курсу підвищення кваліфікації викладачів за напрямком «українська мова та історія» при Університеті «Унісентро» м. Прудентополіс, який був з успіхом реалізований за участі місцевих викладачів та спеціалістів з України.
В 1999—2000 роках організував і сприяв реабілітації в Бразилії дітей, хворих на лейкемію, спричинену атомною катастрофою в Чорнобилі. В 2000—2001 роках організував безкоштовне навчання з пересадки кісткового мозку для українських лікарів та медсестер в лікарні при Федеральному університеті штату Парана.
В 2000 році сприяв укладанню угоди між Урядом штату Парана, фундацією «Араукарія» та Центрально-західним університетом щодо проведення наукового дослідження з історії української імміграції в районі мм. Параті та Прудентополіс. В цьому проекті брали участь як бразильські, так і українські спеціалісти-дослідники.
В 2000 році підтримав проведення в Бразилії семінару з українського іконописанкарства. Курс був проведений в м. Прудентополіс за участі українського спеціаліста за рахунок угоди між Українсько-Бразильською Центральною репрезентацією та Університетом «Унісентро». В 2001 році входив до Організаційного комітету з підготовки та проведення III Всесвітнього форуму українців.

### Наукова діяльність
Займається науковою діяльністю. Входив до складу Академії наук Нью-Йорку. Є членом Міжнародного товариства системних наук. Й.Велгач присвятив дослідженню процесів введення систем контролю якості в обробку даних. Він видав
книгу за темою, а також написав більше 30 статей, брав участь в національних та міжнародних конгресах з цієї тематики.
Він є автором книги «Соціальні проекти для кращої Бразилії», яка складається з його авторських статей в спеціальній рубриці фахового видання «Жорнал Індустріа і Комерсіо», які публікувались протягом більше 5 років.

### Творчість
Йосип Велгач пише поетичні твори і видав дві збірки «Fé» (1992 рік) та «O Velho» (1994 рік).

## Нагороди
- орден «За заслуги» III ст. (1999 рік)
- Грамота Верховної Ради України (з нагрудним знаком) з нагоди 10-ї річниці проголошення незалежності України (2001 рік).
- відзнака Державного Комітету у справах національностей та міграції за особистий вагомий внесок у консолідацію світового українства (2004 рік).
- ювілейна медаль збройних сил Бразилії до 50-річчя перемоги в II Світовій війні від асоціації ветеранів Бразилії (2006 рік).